# Bing
Bing je priimek več znanih oseb:

## Znani nosilci priimka
- Cha Bing, korejski general
- Dave Bing, ameriški košarkar
- Herman Bing (1889—1947), nemški igralec
- Ilse Bing (1899—1998), nemško-ameriška pesnica in fotografinja
- Steve Bing (*1965), ameriški producent